# Neofelis
Neofelis ili oblačasti leopardi su rod mačaka koji se sastoji od dvije vrste: a) oblačastog leoparda (N. nebulosa) s podvrstama: tajvanski ili Neofelis nebulosa brachyurus Swinhoe, 1862†, nepalski, Neofelis nebulosa macrosceloides Hodgson, 1853 i indokineski, Neofelis nebulosa nebulosa (Griffith, 1821); i b) sundskog oblačastog leoparda (N. diardi) s podvrstama Neofelis diardi borneensis (G. Cuvier, 1823) i Neofelis diardi diardi (G. Cuvier, 1823).
Znanstveni naziv Neofelis dolazi od grčke riječi νέος (νεο-) koja znači "nov" i latinske riječi feles ("mačka"). Prijevod na hrvatski bi tako bio "nova mačka".

## Povijest
Naziv Neofelis prvi je predložio britanski zoolog John Edward Gray, 1867. godine. Prema njegovoj klasifikaciji, rod se trebao sastojati od dvije vrste - Neofelis macrocelis (danas N. nebulosa) i Neofelis brachyurus, nekad rasprostranjen na Tajvanu.
Drugi britanski zoolog, Reginald Innes Pocock, prihvatio je klasifikaciju 1917. godine, ali je pretpostavio postojanje samo jedne vrste, N. nebulosa,  s nekoliko podvrsta. Tako je Neofelis bio monotipičan rod do 2006. godine, kada su borneoška i sumatranska populacija oblačastog leoparda izdvojene u zasebnu vrstu - Neofelis diardi.

## Izgled
Lubanja mačaka roda Neofelis je izdužena i liči na leopardovu te na onu izumrle mačke Smilodona. Čeljust im je izrazito razvijena, sa snažnim očnjacima.
Najupečatljivije obilježje roda Neofelis je ipak krzno, koje na sebi ima karakteristične mrlje zvane "oblaci". Oblaci se sastoje od crnog ruba i lagano potamnjene unutrašnjosti, a pojavljuju se većinom na tijelu mačke, dok se na udovima i glavi pojavljuju točke i pruge.

## Rasprostranjenost
Mačke roda Neofelis rasprostranjene su po cijeloj jugoistočnoj Aziji te u dijelovima Kine.
Oblačasti leopard rasprostranjen je u Nepalu, sjevernoj Indiji, Mjanmaru, Indokini, južnoj Kini i kontinentalnom dijelu Malezije. Tajvanska podvrsta (Neofelis nebulosa brachyura) je vjerojatno istrijebljena.
Sundski oblačasti leopard (N. diardi) rasprostranjen je na otocima Borneu i Sumatri, dok su fosilni ostaci pronađeni i na Javi.

## Ugroženost i zaštita
Najveća prijetnja opstanku ovog roda je deforestacija, do koje najviše dolazi zbog potreba za biodizelom koji se dobiva iz uljne palme, koja se, pak, sadi na velikim plantažama na području nekadašnjih šuma.
Druga opasnost je krivolov zbog navodnih ljekovitih svojstava kostiju te zbog krzna.
Rod Neofelis zaštićen je CITES-om, no brojno stanje mu opada.

## Vanjske poveznice
- http://cloudedleopard.org/  Arhivirana inačica izvorne stranice od 13. siječnja 2015. (Wayback Machine)